# Serie de Campeonato de la Liga Nacional

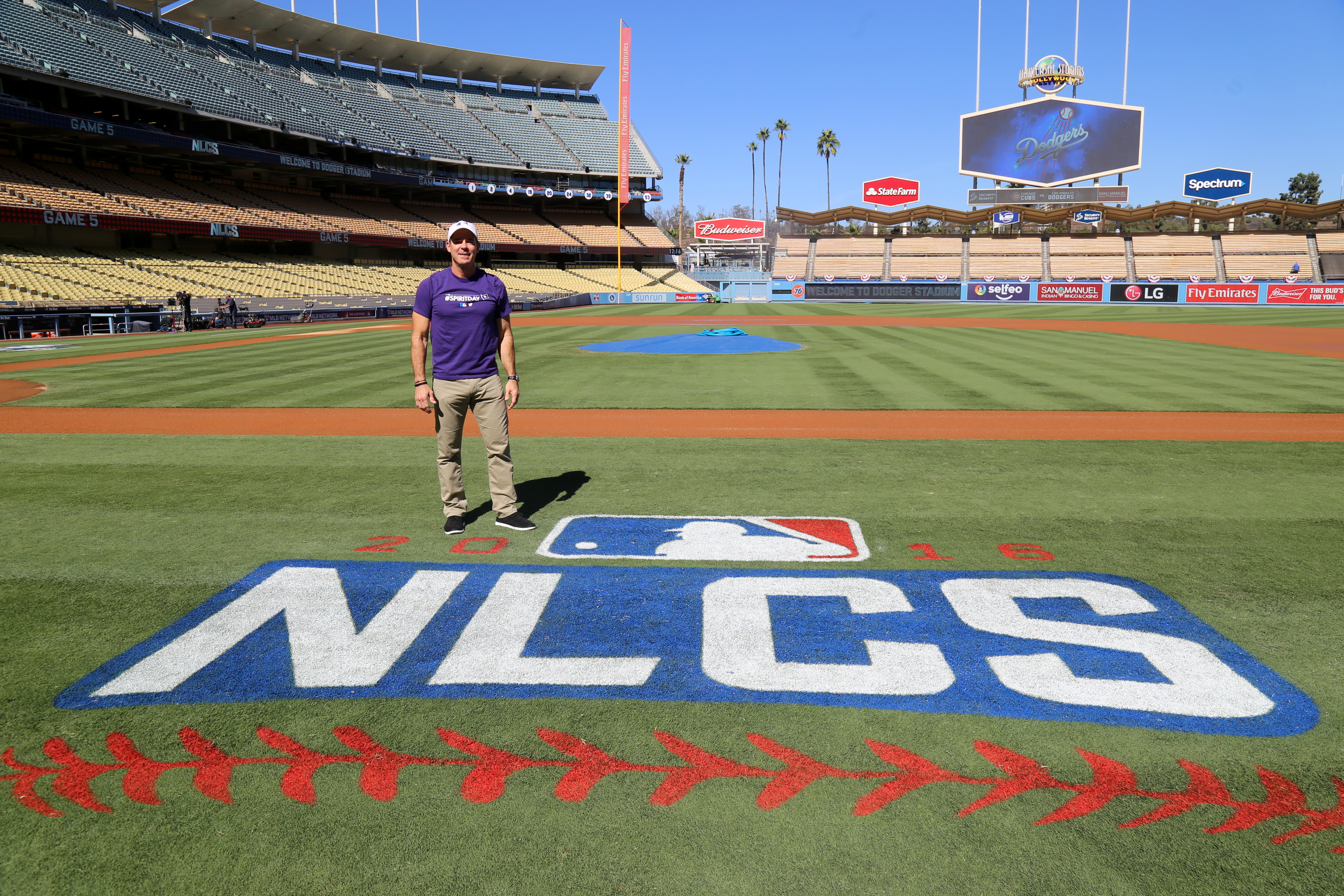
Logo del NLCS en el Dodger Stadium en 2016

La Serie de Campeonato de la Liga Nacional (NLCS) es un playoff al mejor de siete juegos y una de las dos Series de Campeonato de la Liga que comprenden la penúltima ronda de la postemporada de la Major League Baseball (MLB). 
Es disputado por los ganadores de las dos Series Divisionales de la Liga Nacional. 
El ganador de la NLCS gana el banderín de la Liga Nacional y avanza a la Serie Mundial, la serie de campeonato de la MLB, para jugar contra el ganador de la Serie de Campeonato de la Liga Americana (AL).

## Trofeo
El equipo ganador de la Serie de Campeonato recibe el trofeo Warren C. Giles, en homenaje al dirigente de los Cincinnati Reds y presidente de la Liga Nacional entre 1951 y 1969 e inducido al Salón de la Fama en 1979.

## Historia
La Serie de Campeonato nació en 1969, antes de esa fecha la forma de definir el campeón de la Liga Nacional consistía en una tabla general y el equipo que conseguía mayor cantidad de victorias (porcentaje) se coronaba campeón de la Liga, en 1969 con la incorporación de los Montreal Expos y San Diego Padres, se decidió la creación de las divisiones Este y Oeste, cuyos campeones disputarían la Serie de Campeonato para determinar el campeón de la Liga Nacional.
La NLCS comenzó en 1969 como un playoff al mejor de cinco juegos y utilizó este formato hasta 1985, cuando cambió a su formato actual al mejor de siete.
En 1994 se crea la división central, desde entonces antes de la Serie de Campeonato, se disputa una Serie Divisional en donde participan los tres campeones divisionales más el equipo con mejor récord que no haya sido campeón de división, este formato se mantuvo hasta 2011, ya que desde 2012 se incorporó el Juego de Wild Card para definir el cuarto clasificado a la Serie Divisional, desde la temporada 2022 se disputan dos series de Wild Card, consistente en el mejor de tres partidos.

## Resultados
| Año  | Campeón                            | Manager                            | Resultado                          | Subcampeón                         | Manager                            | MVP                                       |
| ---- | ---------------------------------- | ---------------------------------- | ---------------------------------- | ---------------------------------- | ---------------------------------- | ----------------------------------------- |
| 1969 | New York Mets                      | Gil Hodges                         | 3–0                                | Atlanta Braves                     | Lum Harris                         |                                           |
| 1970 | Cincinnati Reds                    | Sparky Anderson                    | 3–0                                | Pittsburgh Pirates                 | Danny Murtaugh                     |                                           |
| 1971 | Pittsburgh Pirates                 | Danny Murtaugh                     | 3–1                                | San Francisco Giants               | Charlie Fox                        |                                           |
| 1972 | Cincinnati Reds                    | Sparky Anderson                    | 3–2                                | Pittsburgh Pirates                 | Bill Virdon                        |                                           |
| 1973 | New York Mets                      | Yogi Berra                         | 3–2                                | Cincinnati Reds                    | Sparky Anderson                    |                                           |
| 1974 | Los Angeles Dodgers                | Walter Alston                      | 3–1                                | Pittsburgh Pirates                 | Danny Murtaugh                     |                                           |
| 1975 | Cincinnati Reds                    | Sparky Anderson                    | 3–0                                | Pittsburgh Pirates                 | Danny Murtaugh                     |                                           |
| 1976 | Cincinnati Reds                    | Sparky Anderson                    | 3–0                                | Philadelphia Phillies              | Danny Ozark                        |                                           |
| 1977 | Los Angeles Dodgers                | Tommy Lasorda                      | 3–1                                | Philadelphia Phillies              | Danny Ozark                        | Dusty Baker, Los Angeles                  |
| 1978 | Los Angeles Dodgers                | Tommy Lasorda                      | 3–1                                | Philadelphia Phillies              | Danny Ozark                        | Steve Garvey, Los Angeles                 |
| 1979 | Pittsburgh Pirates                 | Chuck Tanner                       | 3–0                                | Cincinnati Reds                    | John McNamara                      | Willie Stargell, Pittsburgh               |
| 1980 | Philadelphia Phillies              | Dallas Green                       | 3–2                                | Houston Astros                     | Bill Virdon                        | Manny Trillo, Philadelphia                |
| 1981 | Los Angeles Dodgers                | Tommy Lasorda                      | 3–2                                | Montreal Expos                     | Jim Fanning                        | Burt Hooton, Los Angeles                  |
| 1982 | St. Louis Cardinals                | Whitey Herzog                      | 3–0                                | Atlanta Braves                     | Joe Torre                          | Darrell Porter, St. Louis                 |
| 1983 | Philadelphia Phillies              | Paul Owens                         | 3–1                                | Los Angeles Dodgers                | Tommy Lasorda                      | Gary Matthews, Philadelphia               |
| 1984 | San Diego Padres                   | Dick Williams                      | 3–2                                | Chicago Cubs                       | Jim Frey                           | Steve Garvey, San Diego                   |
| 1985 | St. Louis Cardinals                | Whitey Herzog                      | 4–2                                | Los Angeles Dodgers                | Tommy Lasorda                      | Ozzie Smith, St. Louis                    |
| 1986 | New York Mets                      | Davey Johnson                      | 4–2                                | Houston Astros                     | Hal Lanier                         | Mike Scott, Houston                       |
| 1987 | St. Louis Cardinals                | Whitey Herzog                      | 4–3                                | San Francisco Giants               | Roger Craig                        | Jeffrey Leonard, San Francisco            |
| 1988 | Los Angeles Dodgers                | Tommy Lasorda                      | 4–3                                | New York Mets                      | Davey Johnson                      | Orel Hershiser, Los Angeles               |
| 1989 | San Francisco Giants               | Roger Craig                        | 4–1                                | Chicago Cubs                       | Don Zimmer                         | Will Clark, San Francisco                 |
| 1990 | Cincinnati Reds                    | Lou Piniella                       | 4–2                                | Pittsburgh Pirates                 | Jim Leyland                        | Rob Dibble y Randy Myers, Cincinnati      |
| 1991 | Atlanta Braves                     | Bobby Cox                          | 4–3                                | Pittsburgh Pirates                 | Jim Leyland                        | Steve Avery, Atlanta                      |
| 1992 | Atlanta Braves                     | Bobby Cox                          | 4–3                                | Pittsburgh Pirates                 | Jim Leyland                        | John Smoltz, Atlanta                      |
| 1993 | Philadelphia Phillies              | Jim Fregosi                        | 4–2                                | Atlanta Braves                     | Bobby Cox                          | Curt Schilling, Philadelphia              |
| 1994 | Cancelada por huelga de jugadores. | Cancelada por huelga de jugadores. | Cancelada por huelga de jugadores. | Cancelada por huelga de jugadores. | Cancelada por huelga de jugadores. | Cancelada por huelga de jugadores.        |
| 1995 | Atlanta Braves                     | Bobby Cox                          | 4–0                                | Cincinnati Reds                    | Davey Johnson                      | Mike Devereaux, Atlanta                   |
| 1996 | Atlanta Braves                     | Bobby Cox                          | 4–3                                | St. Louis Cardinals                | Tony La Russa                      | Javy López, Atlanta                       |
| 1997 | Florida Marlins                    | Jim Leyland                        | 4–2                                | Atlanta Braves                     | Bobby Cox                          | Liván Hernández, Florida                  |
| 1998 | San Diego Padres                   | Bruce Bochy                        | 4–2                                | Atlanta Braves                     | Bobby Cox                          | Sterling Hitchcock, San Diego             |
| 1999 | Atlanta Braves                     | Bobby Cox                          | 4–2                                | New York Mets                      | Bobby Valentine                    | Eddie Pérez, Atlanta                      |
| 2000 | New York Mets                      | Bobby Valentine                    | 4–1                                | St. Louis Cardinals                | Tony La Russa                      | Mike Hampton, New York                    |
| 2001 | Arizona Diamondbacks               | Bob Brenly                         | 4–1                                | Atlanta Braves                     | Bobby Cox                          | Craig Counsell, Arizona                   |
| 2002 | San Francisco Giants               | Dusty Baker                        | 4–1                                | St. Louis Cardinals                | Tony La Russa                      | Benito Santiago, San Francisco            |
| 2003 | Florida Marlins                    | Jack McKeon                        | 4–3                                | Chicago Cubs                       | Dusty Baker                        | Iván Rodríguez, Florida                   |
| 2004 | St. Louis Cardinals                | Tony La Russa                      | 4–3                                | Houston Astros                     | Phil Garner                        | Albert Pujols, St. Louis                  |
| 2005 | Houston Astros                     | Phil Garner                        | 4–2                                | St. Louis Cardinals                | Tony La Russa                      | Roy Oswalt, Houston                       |
| 2006 | St. Louis Cardinals                | Tony La Russa                      | 4–3                                | New York Mets                      | Willie Randolph                    | Jeff Suppan, St. Louis                    |
| 2007 | Colorado Rockies                   | Clint Hurdle                       | 4–0                                | Arizona Diamondbacks               | Bob Melvin                         | Matt Holliday, Colorado                   |
| 2008 | Philadelphia Phillies              | Charlie Manuel                     | 4–1                                | Los Angeles Dodgers                | Joe Torre                          | Cole Hamels, Philadelphia                 |
| 2009 | Philadelphia Phillies              | Charlie Manuel                     | 4–1                                | Los Angeles Dodgers                | Joe Torre                          | Ryan Howard, Philadelphia                 |
| 2010 | San Francisco Giants               | Bruce Bochy                        | 4–2                                | Philadelphia Phillies              | Charlie Manuel                     | Cody Ross, San Francisco                  |
| 2011 | St. Louis Cardinals                | Tony La Russa                      | 4–2                                | Milwaukee Brewers                  | Ron Roenicke                       | David Freese, St. Louis                   |
| 2012 | San Francisco Giants               | Bruce Bochy                        | 4–3                                | St. Louis Cardinals                | Mike Matheny                       | Marco Scutaro, San Francisco              |
| 2013 | St. Louis Cardinals                | Mike Matheny                       | 4–2                                | Los Angeles Dodgers                | Don Mattingly                      | Michael Wacha, St. Louis                  |
| 2014 | San Francisco Giants               | Bruce Bochy                        | 4–1                                | St. Louis Cardinals                | Mike Matheny                       | Madison Bumgarner, San Francisco          |
| 2015 | New York Mets                      | Terry Collins                      | 4–0                                | Chicago Cubs                       | Joe Maddon                         | Daniel Murphy, New York                   |
| 2016 | Chicago Cubs                       | Joe Maddon                         | 4–2                                | Los Angeles Dodgers                | Dave Roberts                       | Javier Báez y Jon Lester, Chicago         |
| 2017 | Los Angeles Dodgers                | Dave Roberts                       | 4–1                                | Chicago Cubs                       | Joe Maddon                         | Chris Taylor y Justin Turner, Los Angeles |
| 2018 | Los Angeles Dodgers                | Dave Roberts                       | 4–3                                | Milwaukee Brewers                  | Craig Counsell                     | Cody Bellinger, Los Angeles               |
| 2019 | Washington Nationals               | Dave Martinez                      | 4–0                                | St. Louis Cardinals                | Mike Shildt                        | Howie Kendrick, Washington                |
| 2020 | Los Angeles Dodgers                | Dave Roberts                       | 4–3                                | Atlanta Braves                     | Brian Snitker                      | Corey Seager, Los Angeles                 |
| 2021 | Atlanta Braves                     | Brian Snitker                      | 4-2                                | Los Angeles Dodgers                | Dave Roberts                       | Eddie Rosario, Atlanta                    |
| 2022 | Philadelphia Phillies              | Rob Thomson                        | 4-1                                | San Diego Padres                   | Bob Melvin                         | Bryce Harper, Philadephia                 |
| 2023 | Arizona Diamondbacks               | Torey Lovullo                      | 4-3                                | Philadelphia Phillies              | Rob Thomson                        | Ketel Marte, Arizona                      |
| 2024 | Los Angeles Dodgers                | Dave Roberts                       | 4-2                                | New York Mets                      | Carlos Mendoza                     | Tommy Edman, Los Angeles                  |

## Palmarés
Estadísticas actualizadas hasta la temporada 2024.
| Apariciones | Equipo                | Títulos | Subcampeonatos | Porcentaje | Temporadas                                                                                     |
| ----------- | --------------------- | ------- | -------------- | ---------- | ---------------------------------------------------------------------------------------------- |
| 16          | Los Angeles Dodgers   | 9       | 7              | .563       | 1974, 1977, 1978, 1981, 1983, 1985, 1988, 2008, 2009, 2013, 2016, 2017, 2018, 2020, 2021, 2024 |
| 14          | St. Louis Cardinals   | 7       | 7              | .500       | 1982, 1985, 1987, 1996, 2000, 2002, 2004, 2005, 2006, 2011, 2012, 2013, 2014, 2019             |
| 13          | Atlanta Braves        | 6       | 7              | .462       | 1969, 1982, 1991, 1992, 1993, 1995, 1996, 1997, 1998, 1999, 2001, 2020, 2021                   |
| 11          | Philadelphia Phillies | 6       | 5              | .545       | 1976, 1977, 1978, 1980, 1983, 1993, 2008, 2009, 2010, 2022, 2023                               |
| 9           | New York Mets         | 5       | 4              | .556       | 1969, 1973, 1986, 1988, 1999, 2000, 2006, 2015, 2024                                           |
| 9           | Pittsburgh Pirates    | 2       | 7              | .222       | 1970, 1971, 1972, 1974, 1975, 1979, 1990, 1991, 1992                                           |
| 8           | Cincinnati Reds       | 5       | 3              | .625       | 1970, 1972, 1973, 1975, 1976, 1979, 1990, 1995                                                 |
| 7           | San Francisco Giants  | 5       | 2              | .714       | 1971, 1987, 1989, 2002, 2010, 2012, 2014                                                       |
| 6           | Chicago Cubs          | 1       | 5              | .167       | 1984, 1989, 2003, 2015, 2016, 2017                                                             |
| 4           | Houston Astros        | 1       | 3              | .250       | 1980, 1986, 2004, 2005                                                                         |
| 3           | San Diego Padres      | 2       | 1              | .667       | 1984, 1998, 2022                                                                               |
| 3           | Arizona Diamondbacks  | 2       | 1              | .667       | 2001, 2007, 2023                                                                               |
| 2           | Miami Marlins         | 2       | 0              | 1.000      | 1997, 2003                                                                                     |
| 2           | Washington Nationals  | 1       | 1              | .500       | 1981, 2019                                                                                     |
| 2           | Milwaukee Brewers     | 0       | 2              | .000       | 2011, 2018                                                                                     |
| 1           | Colorado Rockies      | 1       | 0              | 1.000      | 2007                                                                                           |